# 田中敬人
田中 敬人（たなか ひろと、1979年8月26日 - ）は、長崎県佐世保市出身の元プロ野球選手（投手）。
現在は島根県の柿木温泉「日帰り温泉はとのゆ」の主人である。

## 来歴・人物
別府大学附属高校では、3年夏に大分大会ベスト8。駒大に進学し、本格派と期待されるも故障に泣いた。東都1部リーグ通算8試合に登板、1勝0敗、防御率2.10を記録。大学では4年時に第32回明治神宮野球大会で抑え役を務め、JFE西日本時代も第31回社会人野球日本選手権大会でそれぞれ胴上げ投手となる。大学の同期は当時エースの川岸強、前田大輔とバッテリーを組む。また稲田直人は社会人でも同期となる。1年後輩の梵英心はプロでも同僚となった。
2004年のドラフト8巡目で広島東洋カープに入団する。即戦力として期待されるもケガや不調で思うような投球が出来ず、デビューからほとんどを2軍暮らしに費やした。
2007年10月5日に戦力外通告を受け、現役を引退。
2008年より、広島の球団職員に転身した。

## 詳細情報

### 年度別投手成績
| 年 度     | 球 団     | 登 板 | 先 発 | 完 投 | 完 封 | 無 四 球 | 勝 利 | 敗 戦 | セ 丨 ブ | ホ 丨 ル ド | 勝 率 | 打 者 | 投 球 回 | 被 安 打 | 被 本 塁 打 | 与 四 球 | 敬 遠 | 与 死 球 | 奪 三 振 | 暴 投 | ボ 丨 ク | 失 点 | 自 責 点 | 防 御 率 | W H I P |
| --------- | --------- | ----- | ----- | ----- | ----- | -------- | ----- | ----- | -------- | ----------- | ----- | ----- | -------- | -------- | ----------- | -------- | ----- | -------- | -------- | ----- | -------- | ----- | -------- | -------- | ------- |
| 2005      | 広島      | 14    | 0     | 0     | 0     | 0        | 1     | 0     | 0        | 0           | 1.000 | 63    | 13.0     | 19       | 2           | 8        | 0     | 1        | 7        | 0     | 0        | 11    | 10       | 6.92     | 2.08    |
| 2006      | 広島      | 1     | 1     | 0     | 0     | 0        | 0     | 1     | 0        | 0           | .000  | 15    | 2.0      | 7        | 4           | 2        | 0     | 0        | 1        | 1     | 0        | 8     | 8        | 36.00    | 4.50    |
| 通算：2年 | 通算：2年 | 15    | 1     | 0     | 0     | 0        | 1     | 1     | 0        | 0           | .500  | 78    | 15.0     | 26       | 6           | 10       | 0     | 1        | 8        | 1     | 0        | 19    | 18       | 10.80    | 2.40    |

### 記録
- 初登板：2005年5月11日、対福岡ソフトバンクホークス2回戦（福岡Yahoo! JAPANドーム）、8回裏に5番手で救援登板・完了、1回無失点
- 初奪三振：同上、8回裏に大村直之から
- 初勝利：2005年8月2日、対読売ジャイアンツ12回戦（広島市民球場）、11回表に8番手で救援登板・完了、1回1失点
- 初先発：2006年9月10日、対中日ドラゴンズ17回戦（広島市民球場）、2回8失点で敗戦投手

### 背番号
- 19 （2005年 - 2006年）
- 38 （2007年）